# 韓国女子プロゴルフ協会
韓国女子プロゴルフ協会（かんこくじょしプロゴルフきょうかい、朝: 한국여자프로골프협회、略称：KLPGA）は、韓国の女子プロゴルフを統括する社団法人である。

## 歴史
1978年5月と8月に行われた韓国初の女子ゴルファーの為のプロテストにより各々4名の計8名の女子プロゴルファーが誕生。これを機に同年「韓国プロゴルフ協会」（KPGA）内に女子プロ部を設け、最初の試合である「女子プロゴルフ選手権」（여자프로골프선수권、後の「KLPGA選手権」）を開催した。
1986年「韓国オープン」（한국오픈、後の「韓国女子オープンゴルフ選手権」）を開催。
1988年2月2日にKPGAから独立し、女子プロ部顧問であったキム・ソンヒ（김 성희）を初代会長として「韓国女子プロゴルフ協会」創立。
1991年社団法人化。
2000年、「ミサイルドリームツアー」（現在の2部「ドリームツアー」（드림투어））を発足。
全米女子プロゴルフ協会（USLPGA）ツアーとして初の韓国での大会となった「スポーツトゥデイCJナインブリッジ・クラシック」（스포츠투데이 CJ나인브릿지 클래식、後の「KEBハナバンク選手権」）を2002年に開催。この大会はKLPGAの日程にも掲載され、両ツアー共催の形となり大会名を変えながら2018年まで続いた。
シニア部門の大会として「ドンスシニアオープンゴルフトーナメント」（이동수 시니어오픈골프대회）を2004年に新設、これが発展して「シニアツアー」となり2016年より「チャンピオンズツアー」（챔피언스투어）の名称となった。
2006年、「グランドツアー」（現在の3部「ジャンプツアー」（점프투어））を発足。同年「KB国民銀行スターツアー第4戦」（後の「KB金融スター選手権」）がメジャー大会に昇格。
2009年「ハイトカップチャンピオンシップ」（後の「ハイト眞露チャンピオンシップ」）がメジャー大会に昇格。同年初代「KLPGA広報モデル」（詳細後述）として、キム・ハヌル、ユン・チェヨン等10名を選出。
2017年「ハンファクラシック」（以前の「ハンファ金融クラシック」）がメジャー大会に昇格。
2019年のUSLPGAの日程に「BMW Ladies Championship」が韓国で行われる新規大会として掲載され、後日KLPGAの日程にも掲載され、30名のKLPGAツアー選手が参加できることになった。

## 主な大会
- KLPGA選手権（1978年 - ）
- 韓国女子オープンゴルフ選手権（1986年 - ）
- KB金融スター選手権（2006年からメジャー大会に昇格）
- ハイト眞露チャンピオンシップ（2009年からメジャー大会に昇格）
- ハンファクラシック（2017年からメジャー大会に昇格）
- BMW Ladies Championship（2019年 - 、USLPGA共催）

### 過去
- 中国女子オープン（中国ツアー共催、2006年 - 2016年）
- KEBハナバンク選手権（USLPGA共催、2002年 - 2018年）

## 殿堂入会者
※本項の氏名と入会年度は시상식 내역｜KLPGA（朝鮮語）の명예의 전당参照
- 具玉姬（2005年）
- 朴セリ（2007年）
- 申智愛（2015年）
- 朴仁妃（2017年）

## KLPGA広報モデル
KLPGA広報モデル（KLPGA홍보모델은）は2009年から選出されている、韓国女子プロゴルフを盛り上げるために広報活動を行う女子ゴルファーである。前年度シード選手（韓国以外のツアーを主戦場とする選手を除く）の中からメディア、スポンサー、KLPGA会員等の投票により10名ほどが選出される。
| 代 | 年度 | 人数 | 氏名            | 氏名            | 氏名           | 氏名            | 氏名             | 氏名             | 氏名             | 氏名               | 氏名               | 氏名           | 氏名           |
| -- | ---- | ---- | --------------- | --------------- | -------------- | --------------- | ---------------- | ---------------- | ---------------- | ------------------ | ------------------ | -------------- | -------------- |
| 1  | 2009 | 10   | キム・ハヌル    | キム・ヘユン    | キム・ボギョン | ソ・ヒキョン    | チェ・ヘヨン     | ナ・ダエ         | ホン・ラン       | ムン・ヒョンヒ     | ユ・ソヨン         | ユン・チェヨン | ―              |
| 2  | 2010 | 10   | アン・シネ      | イ・ヘイン      | イ・ボミ       | イム・ジナ      | キム・ハヌル     | ソ・ヒキョン     | チェ・ヘヨン     | ホン・ラン         | ユ・ソヨン         | ユン・チェヨン | ―              |
| 3  | 2011 | 11   | アン・シネ      | イ・ジョンミン  | イ・ボミ       | キム・ジャヨン2 | キム・ハヌル     | キム・ヘユン     | ホン・ジンジュ   | ホン・ラン         | ヤン・スジン       | ユ・ソヨン     | ユン・チェヨン |
| 4  | 2012 | 10   | アン・シネ      | キム・ジャヨン2 | キム・ハヌル   | キム・ヘユン    | シム・ヒョンファ | チョン・ヨンジュ | ホン・ラン       | ムン・ヒョンヒ     | ヤン・スジン       | ユン・チェヨン | ―              |
| 5  | 2013 | 9    | キム・ジャヨン2 | キム・ハヌル    | キム・ヘユン   | ジャン・ハナ    | ヤン・スジン     | ホ・ユンギョン   | ホン・ラン       | ヤン・ジェユン     | ユン・チェヨン     | ―              | ―              |
| 6  | 2014 | 10   | アン・シネ      | キム・ジャヨン2 | キム・セヨン   | キム・ハヌル    | キム・ヒョージュ | ジャン・ハナ     | チョン・インジ   | ホ・ユンギョン     | ヤン・スジン       | ユン・チェヨン | ―              |
| 7  | 2015 | 10   | アン・シネ      | キム・ジャヨン2 | キム・ヘユン   | キム・ミンソン  | コ・ジンヨン     | チョン・インジ   | ホ・ユンギョン   | ホン・ラン         | ヤン・スジン       | ユン・チェヨン | ―              |
| 8  | 2016 | 10   | キム・ジャヨン2 | キム・ヘユン    | キム・ヘリム   | キム・ミンソン5 | コ・ジンヨン     | パク・キョル     | パク・ソンヒョン | ホン・ジンジュ     | ユン・チェヨン     | チョ・ユンジ   | ―              |
| 9  | 2017 | 10   | イ・スンヒョン  | オ・ジヒョン    | キム・ジヒョン | キム・ヘリム    | チャン・スヒョン | コ・ジンヨン     | パク・キョル     | ペ・ソンウ         | ホン・ジンジュ     | ホ・ユンギョン | ―              |
| 10 | 2018 | 10   | イ・ジョンウン6 | イ・スンヒョン  | オ・ジヒョン   | キム・ジヒョン  | キム・ジャヨン2  | キム・ヘソン2    | ジャン・ハナ     | パク・キョル       | パク・ミンジ       | ペ・ソンウ     | ―              |
| 11 | 2019 | 11   | イ・スンヒョン  | イ・ソヨン      | イ・ダヨン     | オ・ジヒョン    | キム・アリム     | キム・ジヒョン   | キム・ジャヨン   | キム・ヘソン       | チェ・ヘジン       | パク・キョル   | ―              |
| 12 | 2020 | 10   | イ・ガヨン      | イ・ダヨン      | イム・ヒジョン | キム・ジヒョン  | ジャン・ハナ     | チェ・ヘジン     | チョ・アヨン     | パク・キョル       | パク・ヒョンギョン | パク・ミンジ   | ―              |
| 13 | 2021 | 11   | アン・ナリン    | イ・ソミ        | イ・ソヨン     | イム・ヒジョン  | ジャン・ハナ     | チェ・ヘジン     | チョ・アヨン     | パク・ヒョンギョン | ハン・ジンソン     | ヒョン・セリン | ユ・ヘラン     |

※本項の氏名はカタカナ表記で50音順の並びとし、以下の記事に基づく。